# Hugo González (basket-ball)
Hugo González Peña, né le 5 février 2006 à Madrid en Espagne, est un joueur espagnol de basket-ball évoluant aux postes d'arrière et ailier. Il mesure 1,99 m.

## Biographie

### Carrière professionnelle

#### Real Madrid (2022-2025)
Il fait ses débuts à l'âge de 16 ans avec le Real Madrid en octobre 2022 contre Obradoiro.

#### Celtics de Boston (depuis 2025)
Hugo González est sélectionné en vingt-huitième position par les Celtics de Boston lors de la draft 2025 de la NBA.

#### Sélection nationale
En février 2025, González est sélectionné pour la première fois avec l'Équipe d'Espagne dans une défaite en Lettonie lors des éliminatoires de l'EuroBasket 2025, il inscrit 11 points et prend 6 rebonds.

## Palmarès et distinctions individuelles

### Professionnels
- 2× champion d'Espagne (2024, 2025)